# Solución de dextrosa intravenosa
La solución de dextrosa intravenosa, también conocida como solución de azúcar o glucosada, es una mezcla de dextrosa (glucosa) y agua. Se utiliza para tratar el nivel bajo de azúcar en la sangre o la pérdida de agua sin pérdida de electrolitos. La pérdida de agua sin la pérdida de electrolitos puede ocurrir en la fiebre, el hipertiroidismo, el calcio en sangre elevado o la diabetes insípida. También se utiliza en el tratamiento del potasio en sangre elevado, la cetoacidosis diabética y como parte de la nutrición parenteral. Se administra por inyección en una vena.
Los efectos secundarios pueden incluir irritación de la vena en la que se administra, niveles altos de azúcar en la sangre e hinchazón. El uso excesivo puede resultar en un bajo nivel de sodio en la sangre y otros problemas electrolíticos. Las soluciones de azúcar por vía intravenosa se encuentran en la familia cristaloide de los medicamentos. Vienen en una serie de potencias que incluyen dextrosa al 5%, 10% y 50%. Si bien pueden comenzar como hipertónicas, se convierten en soluciones hipotónicas a medida que el azúcar se metaboliza. Las versiones también están disponibles mezcladas con solución salina.
Las soluciones de dextrosa para uso médico están disponibles desde la década del 20 y 30. Está en la Lista de medicamentos esenciales de la Organización Mundial de la Salud, los medicamentos más efectivos y seguros que se necesitan en un sistema de salud. El costo mayorista en el mundo en desarrollo es de aproximadamente US$1,00 a 1,80 por litro de dextrosa al 10% en agua, y de aproximadamente US$0,60 a 2,40 por litro de dextrosa al 5% en solución salina normal. En el Reino Unido, un frasco de 50 ml de solución al 50% le cuesta al NHS £2,01.

## Usos médicos
La administración de una solución de azúcar al 5% peri y postoperatoria generalmente logra un buen equilibrio entre las reacciones de inanición y la hiperglucemia causada por la activación simpática. Una solución al 10% puede ser más apropiada cuando la respuesta de estrés a la reacción ha disminuido, aproximadamente un día después de la cirugía. Después de aproximadamente más de 2 días, se indica un régimen más completo de nutrición parenteral total. 
En pacientes con hipernatremia y euvolemia, el agua libre puede reemplazarse utilizando 5% dextrosa/agua o 0,45% de solución salina. 
En pacientes con trastornos de oxidación de ácidos grasos (FOD), una solución al 10% puede ser apropiada al llegar a la sala de emergencias. 

## Efectos secundarios
La glucosa intravenosa se usa en algunos países asiáticos como "estímulante" para tener "energía", pero no es parte de la atención médica de rutina en los Estados Unidos donde una solución de glucosa es un medicamento recetado. Los inmigrantes asiáticos en los Estados Unidos están en riesgo si buscan un tratamiento intravenoso de glucosa. Se puede tener en clínicas de tiendas que atienden a inmigrantes asiáticos, pero, a pesar de no tener más efecto que beber agua azucarada, plantea riesgos médicos como la posibilidad de una infección. El procedimiento es comúnmente llamado "ringer".

## Tipos
Los tipos de glucosa/dextrosa incluyen: 
- D5W (5% de dextrosa en agua), que consta de 278 mmol/L de dextrosa
- D5NS (5% de dextrosa en solución salina normal), que además contiene solución salina normal (0,9% p/v de NaCl) 
  - D5 1/2NS dextrosa al 5% en media cantidad de solución salina normal (0,45% p/v de NaCl).[12]
- D5LR (5% de dextrosa en solución de Lactato de Ringer)
- D50 50% de dextrosa en agua

El porcentaje es una fracción de masa, por lo que una solución de glucosa/dextrosa al 5% contiene 50 g/L de glucosa/dextrosa (5g/100ml). 
La glucosa proporciona energía a 4 kcal/gramo, por lo que una solución de glucosa al 5% proporciona 0,2 kcal/ml. Si se prepara a partir de dextrosa monohidrato, que proporciona 3,4 kcal/gramo, una solución al 5% proporciona 0,17 kcal/ml.